# Lonato
Lonato del Garda (do 2007 r. Lonato) – miejscowość i gmina we Włoszech, w regionie Lombardia, w prowincji Brescia.
Według danych na rok 2004 gminę zamieszkiwało 12 117 osób, 173,1 os./km².
W dniach 3–4 sierpnia 1796 pomiędzy francuską Armią Włoch pod wodzą generała Napoleona Bonaparte z jednej strony, a austriacką kolumną w sile korpusu, dowodzoną przez generalleutnanta Petara Gvozdanovicia, miała tu miejsce bitwa.

## Sport
3 kilometry na południe od miasta leży światowej sławy tor kartingowy South Garda Karting. Powstał ponad 40 lat temu i od 2003 roku regularnie jest gospodarzem zawodów ROK Cup International Final. Zrzeszają one zawodników serii ROK Cup z 49 krajów z całego świata. Walczą w 6 kategoriach. Mini ROK (9-13 lat) Junior ROK (12-15 lat) Senior ROK (14 lat) Expert ROK (18 lat) i biegowej kategorii Shifter ROK (16 lat). W roku 2017 w zawodach wystartowało 462 kierowców. Oprócz tego tor gości rozgrywki serii ROK Cup ITALY NORD oraz WSK Super Master Series i WSK Final Cup. Organizuje również zawody z serii Winter Cup, Trofeo di Primavera, Trofeo d’estate, Trofeo d’autunno Oraz Trofeo South garda Karting. Długość toru: 1200 m, szerokość: 8–10 m. Wyniesienie: 4 m. Pierwszy zakręt: w prawo. Miejsce Pole Position: lewo. Maksymalna ilość kartów na torze: 36
Co roku odbywa się tutaj turniej Pucharu Świata w szermierce na wózkach. Zawodnicy z całego globu walczą o jak najlepsze miejsce i sumę punktów kwalifikacyjnych do Mistrzostw Świata, Europy, Ameryki, Azji oraz Paraolimpiad.